# アリス・マーガトロイド
アリス・マーガトロイド (Alice Margatroid) は、『東方Project』の登場人物で、主に魔法や人形を扱う程度の能力を持つ魔法使いである。
『東方妖々夢』では三面ボスとして登場した。操り人形を魔法で操るのが得意で、複数の人形を同時に操ることができる。魔法の森に棲み、魔法の研究に打ち込んでいる。
怪綺談にも登場したが、当時は姓がなかった。また設定に関して紅魔郷(Windows作品)以降とは全く別である。

## 概要

### 人物
人形を魔法で操り、人形をまるで生きているかのように蘇らせる、演技がとても上手な魔法使い。 人間から修業を経て魔法使いになった経緯から、人間をよく理解している。 魔法使いとしての経験はまだ浅く、初心者であり、実際にはすでに食べたり飲んだり寝たりできるが、食べたり寝たりするのは人間のようである。 彼女の家は魔法の森にある屋敷で、屋敷には人形が整然と並べられている。

### 容姿
見た目はほぼ人間と同じだが、人間と魔法使いは同種ではない。金色の髪と色白の肌で、人形のように美しい。彼女は頭に赤いヘッドバンドが付いた短いブロンドの髪をしている。ブルーのワンピース風のノースリーブトップスを着ており、スカートはロングスカートを履いている。 手には鍵のかかった魔法書を持っている。 作品ごとに目の色が違う。

### 性格
性格は他人を気にしないが、魔法には非常に粘り強い。見た目は強そうに見えるが、弱い面がある。アリスは収集家でもあり、本物の魔法のアイテムを収集する傾向がある。 二人とも収集家で魔理沙とはよく会うが、二人の関係は相容れないものと言える。
アリスは圧倒的な強さで勝っても面白みも意味もないので、常に相手の強さを見て少し高めの強さで戦っている。 全力で戦って負けてしまったら逃げ場がない為、負けそうになっても努力しない。

### 生活
一人の時間が多い。 魔法の森は一般的に人間が少ないので、かなり快適であるが、 湿度が高く、手入れを怠ると湿気で人形がすぐにカビてしまう。そこで、彼女は自動的に自分の世話をしてくれる人形を作ろうとした。
料理、洗濯、掃除など、普段の家事のほとんどを人形が行っている。一見簡単そうに見えるが、人形は自動では動かず、自分で操作する必要があり、実際はとても疲れる。
魔法の森で迷子になった人は一晩泊めてもらえるが、滞在中は魔法の勉強と人形の操作のみを行い、会話する機会がないだけでなく、非常に奇妙な雰囲気になる。
お祭りの時はいつでも人前に出て、人形の技を披露する。

## 能力

### 主な能力
人形を操る能力を持つ、いわゆる人形操り魔法は、人形を生きているかのように器用に動かすことができる魔法である。 人形の体に命を宿すのではなく、魔法の糸で遠隔操作するのでなかなか難しい。 ただし、人形が命令に背くことはなく、術者を傷つけることもない。彼女がコントロールするすべての人形が特別な製品というわけではなく、ほとんどがごく普通の人形である。 しかし、それらの多くは自分で作ったものであり、それを魔法の糸に接続して人形を自由に制御する。彼女の手は非常に器用だが、魔法の糸は手で操作するのではなく、魔法で操作する。彼女は人形を操作して、人間ができる殆どの行動を実現することができ、人形に人形を操作させることさえできる。しかし、彼女が人形にやらせたくないことが一つだけあった。それは人形を作ることでした。 このことだけは彼女自身の手で行われた。得意技も苦手技も特にないオールラウンドな魔法使い。 一見すると非常に強力だが、アリス自身に弱点があり、人形の操作に追われているため動きが遅く、戦闘力も高くない。体操が一般的です。体を動かしたり、魔法を使ったりするのは当たり前。 操り人形の器用さも幻想郷に引けをとらない。

## スペルカード

### 妖々夢
3面中ボス、3面ボスとして登場。
Normal
- 蒼符「博愛の仏蘭西人形」
- 紅符「紅毛の和蘭人形」
- 闇符「霧の倫教人形」
- 咒詛「魔彩光の上海人形」

## 登場

### 東方妖々夢
春雪異変で異変を察知したアリスは迎えに来たが、異変を解決しに来た人間たちと遭遇し、弾幕決闘に失敗して撤退。

### 東方萃夢想
春雪異変後の春、博麗神社では三日間のお花見会が催されたが、宴会が続くにつれ、幻想郷に正体不明の危険な魔物が徐々に増えていった。 悪魔のオーラは少しずつ増していったが、繰り返される宴会を故意に止めた者はいなかった。長い間ミューテーションが解決しない人間たちに不満を持ったアリスは、自発的に調査を開始した。 八雲紫の助けを借りて突然変異の首謀者・伊吹萃香を発見し、萃香を倒した後、それまで続いていた宴会の回数は次第に減っていった。

### 東方永夜抄
満月が欠落している。月の力さえも打ち負かされたことで、多くの魔物がこの件に深い不安を抱くようになったのは、誰もが突然変異に対して無関心な態度を示したためである。普段は外出しないアリスは、自分で調査する必要があった。熟慮の末、霧雨魔理沙の元へ行くことを決めたアリスは、報酬として魔導書で変異を解くよう魔理沙に働きかけた。 月の欠片を見つけて幻想郷の満月を取り戻すため、二人は夜を止めて作戦を開始した。二人は途中で失われた竹林の中で永遠亭を見つけ、月の交換の背後にある首謀者である八意永琳と蓬莱山輝夜に会った。月の使者を避けるために、二人は交換を実現するつもりだ。地球と月のコミュニケーションの鍵となる満月を偽月に置き換えることを目的とした秘法"地上の密室"。 結局、呪文は解かれ、かぐやと永琳は罰せられたが、月の使者は来なかった。 彼らの住む場所は、遥か昔に博麗結界で隔てられ「幻想郷」となったのだから、これも当然だ。

### 東方緋想天
幻想郷の異常気象、緋色の雲、大粒の雹、地震の前兆と思い博麗霊夢を探しに行くアリスだったが、博麗神社は既に地震で倒壊していた。 地震を手がかりに調査を行ったアリスは、パチュリーの記憶をもとに異常気象から調査を始めることにした。 真っ赤な雲をたどって、アリスは雲のてっぺんまでたどり着き、舞台裏の首謀者である比那名居天子を見つけた。 幻想郷で能力を使って突然変異を起こした妖怪たちに嫉妬した天子は、アイテム「緋想の剣」を天から奪い、自ら幻想郷に突然変異を起こし、怒りを覚えたアリスは彼女に教訓を与えることにした。 地震を防ぐため、神社に戻ったアリスは、霊夢に神社を壊した囚人が雲の上にいることを思い出させた。

### 東方地霊殿
冬になると、博麗神社の近くに白い柱がそびえ立つ間欠泉が突如現れた。 間欠泉から湧き出る温泉水だけなく、変なものが次々と出てきた。 大地の精霊 - 地下に住むモンスター。 この不測の事態に、霊夢達もこの間欠泉をどうしようかと悩んだ末、温泉として扱うことにした。 アリスは間欠泉から異様な匂いを感じた.間欠泉が近くにあると人形が狂ってしまうが、妖怪が地下世界に入る事は禁忌であり、彼らはそれを心配していて、魔理沙も間欠泉に興味を持っているのを見て、彼は魔理沙に調査のために地下に行くように促した。彼女は魔理沙にこれは温泉を楽しむゲームだと言い、間欠泉の源に行くように頼む。 また、遠くから操作できる八雲紫が作った人形を彼女に持ってきてもらう。魔理沙は一連の戦いの末、炎猫から間欠泉の源が火焔猫燐の力を手に入れた地獄鴉 with 八咫烏の精霊霊烏路空の放つエネルギーであることを知り、レイスの出現とは関係ない。 理由は不明だが、間欠泉は魔理沙の思い通りに残っており、人形を狂わせたくないというアリスの目的も達成されたため、二人はそれを無視した。

### 東方非想天則
アリスは自身の「傀儡傀儡化計画」を検証するため、「大太郎法師(ダイダラボッチ）」を追って彼女のもとにやってきたチルノを実戦対象として連れて行き、最終的に人形は爆発したが、チルノの説明によると巨大人形の噂はどんどん歪んでいく。再びアリスの耳に届いた時には見分けがつかなかった未知の巨大怪獣との決戦を戦うため、彼女は一刻も早く人形の魔法をマスターすることにした。

## 評価
ZUN
博麗霊夢
この魔法バカは寒い中、なぜ散歩をしているの？普通に話したいなら、いいえと言えばいい。変異が解決されたら、私が平気で倒しますけどね 。
霧雨魔理沙
銃弾を撃つ人形は無数にいるが、アリスはほとんど撃たない。人形の操作は本当に難しい。
十六夜咲夜
たくさんの人形を一緒に動かして掃除するのはとても便利ですが、自分で操作すると結果は自分でやったのと同じになります。
パチュリー・ノーレッジ
ええ。特別賞？ 私には特にないんですが…ちなみに、私と同じマジシャンを自称する人形劇専門の男にあげましょう。そんなにおままごとが得意なら、それでいいですよ。この才能は彼女にとてもよく合っていますね。